# La Mina, Veracruz
La Mina är en ort i Mexiko.   Den ligger i kommunen Tlachichilco och delstaten Veracruz, i den sydöstra delen av landet, 170 km nordost om huvudstaden Mexico City. La Mina ligger 787 meter över havet och antalet invånare är 176.
Terrängen runt La Mina är kuperad. Runt La Mina är det ganska glesbefolkat, med 38 invånare per kvadratkilometer. Närmaste större samhälle är Tlachichilco, 2,4 km sydväst om La Mina. Omgivningarna runt La Mina är en mosaik av jordbruksmark och naturlig växtlighet.